# Neues Forum
Neues Forum var en av de medborgarrättsrörelse som uppstod i samband med Östtysklands sammanbrott. Rörelsen grundades i Altbuchhorst i Grünheide in der Mark utanför Berlin 9–10 september 1989.
En del av Neues Forum blev senare en del av Bündnis 90, senare Bündnis 90/Die Grünen. Den andra delen av Neues Forum har fortsatt som egen organisation i form av ett småparti i det forna DDR.